# پام شریور
پام شریور (انگلیسی: Pam Shriver؛ زاده ۴ ژوئیهٔ ۱۹۶۲) یک تنیس‌باز اهل ایالات متحده آمریکا است.